# 奥野晴信
奥野 晴信（おくの はるのぶ、1981年 - ）は、日本のライター、編集者、放送作家、YouTuber。
オンライン配信番組『山田玲司のヤングサンデー』のメインMCおよびゼネラルマネージャー。漫画作品の創作協力者（ゴーストライター）としても知られる。和歌山県出身。

## 経歴
和歌山県生まれ。日本大学芸術学部卒業後、フリーランスのライター・編集者として活動を開始。漫画家・山田玲司の作品に影響を受け、山田が連載していた『絶望に効くクスリ』のインタビュー企画をきっかけに交流を深めた。その後、漫画家・東村アキコの歴史漫画『雪花の虎』などの創作協力を担当するなど、出版業界で活動の幅を広げた。
2014年からはニコニコ生放送およびYouTube配信の番組『山田玲司のヤングサンデー』に、山田玲司の相棒役として出演を開始。現在は同番組のメインMCおよびゼネラルマネージャーとして運営にも関わっている。

## 『山田玲司のヤングサンデー』での役割
番組では司会進行を担当し、視聴者に近い立場からトークの進行を行っている。鋭く率直な発言や予測不能な行動で番組を盛り上げる役割を果たし、視聴者からは「ヤンサンのハルヒ」、「ヤンサンの岡倉天心」などの愛称で呼ばれている。また視聴者からのツッコミや批判を引き受けるヒール役を担うことも多い。

## その他の活動
漫画家の山田玲司や東村アキコなどの漫画作品においてストーリー構成やアイデア提供を行うなど、創作協力を行っている。また、ラジオ番組やインターネット配信番組の構成作家としても活動。2023年には東京・銀座のカフェ「MAMEHICO」を拠点に文化交流を目的とした会員制オフラインサロン「銀座日曜会」を共同主宰した。

## 特筆すべきエピソード
- 漫画家・山田玲司の長年のファンであり、ミュージシャン志磨遼平を通じて山田本人と知り合った際、忌憚ない意見を述べて山田と意気投合した。
- 番組内では奇抜な発言や予測不能な行動を取ることがあり、視聴者の間でしばしば話題となっている。特にアニメ『ワンパンマン』について語った際のユーモラスなエピソードなどが知られている。
- 時折視聴者から批判的な意見が寄せられるが、共演する山田玲司からは「視聴者の批判を一手に引き受ける憎めない相棒」と評されている。